# Heroes of Might and Magic
Heroes of Might and Magic (poznana tudi kot Heroes ali HOMM) je serija uspešnih poteznih strateških računalniških iger založnika The 3DO Company, v kateri so doslej izšli naslednji naslovi:
- Heroes of Might and Magic
- Heroes of Might and Magic II: The Succession Wars
- Heroes of Might and Magic III: The Restoration of Erathia
- Heroes of Might and Magic IV
- Heroes of Might and Magic V
- Heroes of Might and Magic V: Hammers of Fate
- Heroes of Might and Magic V: Tribes of The East
- Might & Magic Heroes VI (2011)